# Aeroportul Sidi Mahdi
Aeroportul Sidi Mahdi (IATA: TGR, ICAO: DAUK) este un aeroport din Algeria ce deservește zona Touggourt.
Situat la o altitudine de 85 m, aeroportul dispune de o singură pistă.